# Großes Schauspielhaus

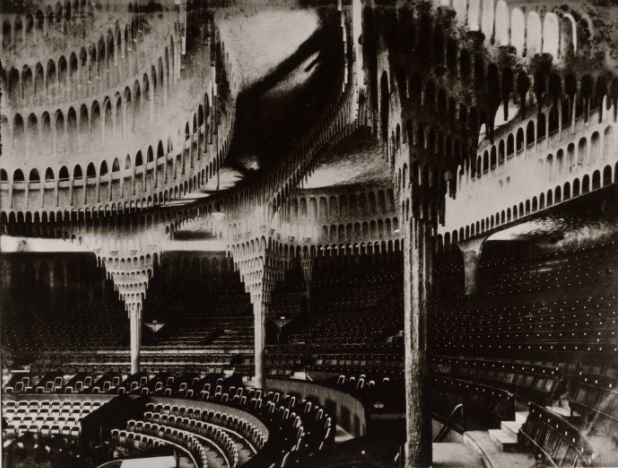
Les rangs des spectateurs.

Le Großes Schauspielhaus (« grand théâtre » en allemand) était un Théâtre de Berlin en Allemagne, souvent décrit comme un exemple de l'architecture expressionniste, dessiné par Hans Poelzig pour le directeur de théâtre Max Reinhardt. La structure fut à l'origine une halle construite sur des centaines de pieux par l'architecte Friedrich Hitzig de 1865 à 1867, et qui conserva sa forme extérieure galbée. Elle devint ensuite le Circus Renz puis le Zirkus Schumann, des pistes de cirque. Après la Première Guerre mondiale, le bâtiment fut rénové par Poelzig et rouvrit ses portes du 28 novembre 1919 par une représentation de L'Orestie dans un arrangement de Karl Vollmöller. Max Reinhardt voulait attirer les classes laborieuses au théâtre. Ses dimensions importantes permettaient d'offrir des places peu chères au fond du théâtre tout en rentrant dans ses fonds grâce aux places du premier rang vendues au prix fort.

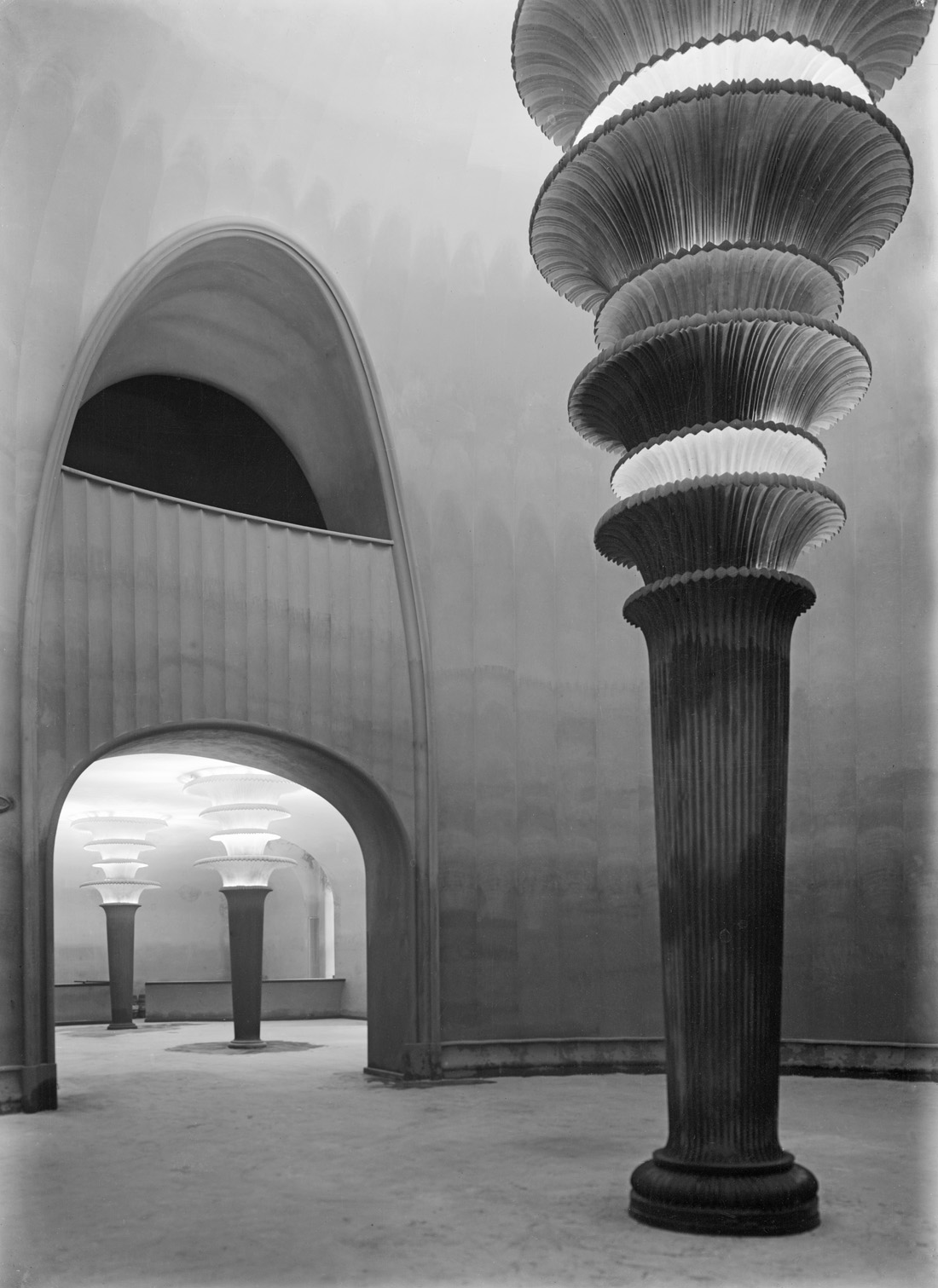
Le foyer du Großes Schauspielhaus.

Le théâtre était peint en rouge. Son espace intérieur pouvant accueillir 3 500 spectateurs, il était conçu à la manière d'une caverne sous un dôme et n'avait pas de balcon, ce qui contribuait à sa spaciosité. Le dôme et les piliers étaient décorés par des pendentifs ornementaux alvéolés qui ressemblaient à des stalactites. Quand il était illuminé, les ampoules du plafond formaient un motif de constellation céleste, et le plafond voûté était consacré à une autre idée, le ciel étoilé. Dans le hall d'entrée mais aussi en d'autres endroits, Poelzig plaça des ampoules colorées pour créer une toile de fond visuellement étonnante. Des entrées séparées étaient prévues pour les places chères et les places bon marché. Le théâtre comprenait aussi un restaurant pour les clients les plus aisés, ainsi qu'une cafétéria pour les spectateurs plus modestes et un bar. Les acteurs et les machinistes avaient leur propre bar, leur barbier, une salle de dressing très ample et des équipements modernes pour la scène.
Sous la direction artistique d'Erik Charell, l'opérette L'Auberge du Cheval-Blanc (Im weißen Rößl) y a été créée le 8 novembre 1930. Après leur prise du pouvoir, les nazis s'emparèrent du théâtre en 1934 et changèrent son nom pour celui de Theater des Volkes (théâtre du peuple). Les nazis, qui avaient décrit ce bâtiment comme un exemple d'art dégénéré, remanièrent l'intérieur du théâtre en y tendant un faux plafond afin de cacher les stalactites. Le bâtiment subit de graves dégâts durant la Seconde Guerre mondiale avant d'être reconstruit pour la représentation de spectacles de variété sous le nom de Friedrichstadt-Palast jusqu'en 1980, date à laquelle il fut condamné et démoli en raison d'un fort affaissement des fondations et de la moisissure des piliers. Un nouveau Friedrichstadtpalast fut construit au voisinage immédiat sur la Friedrichstraße et inauguré en 1984.